# Patinação artística nos Jogos Olímpicos de Inverno de 1972
Resultados das competições de patinação artística nos Jogos Olímpicos de Inverno de 1972 realizadas em Sapporo, Japão.

## Medalhistas
| Evento                        | Ouro                                            | Prata                                                 | Bronze                                           |
| ----------------------------- | ----------------------------------------------- | ----------------------------------------------------- | ------------------------------------------------ |
| Individual masculino detalhes | Ondrej Nepela TCH Checoslováquia                | Sergey Chetverukhin URS União Soviética               | Patrick Péra FRA França                          |
| Individual feminino detalhes  | Beatrix Schuba AUT Áustria                      | Karen Magnussen CAN Canadá                            | Janet Lynn USA Estados Unidos                    |
| Duplas detalhes               | Irina Rodnina Alexei Ulanov URS União Soviética | Lyudmila Smirnova Andrey Suraykin URS União Soviética | Manuela Groß Uwe Kagelmann GDR Alemanha Oriental |

## Quadro de medalhas
| Ordem | País                  | Medalha de ouro | Medalha de prata | Medalha de bronze |   | Ordem por total |
| ----- | --------------------- | --------------- | ---------------- | ----------------- | - | --------------- |
| 1     | URS União Soviética   | 1               | 2                |                   | 3 | 1               |
| 2     | AUT Áustria           | 1               |                  |                   | 1 | 2               |
| 2     | TCH Checoslováquia    | 1               |                  |                   | 1 | 2               |
| 4     | CAN Canadá            |                 | 1                |                   | 1 | 2               |
| 5     | GDR Alemanha Oriental |                 |                  | 1                 | 1 | 2               |
| 5     | USA Estados Unidos    |                 |                  | 1                 | 1 | 2               |
| 5     | FRA França            |                 |                  | 1                 | 1 | 2               |